# Andreas von Oberstein (Archidiakon)

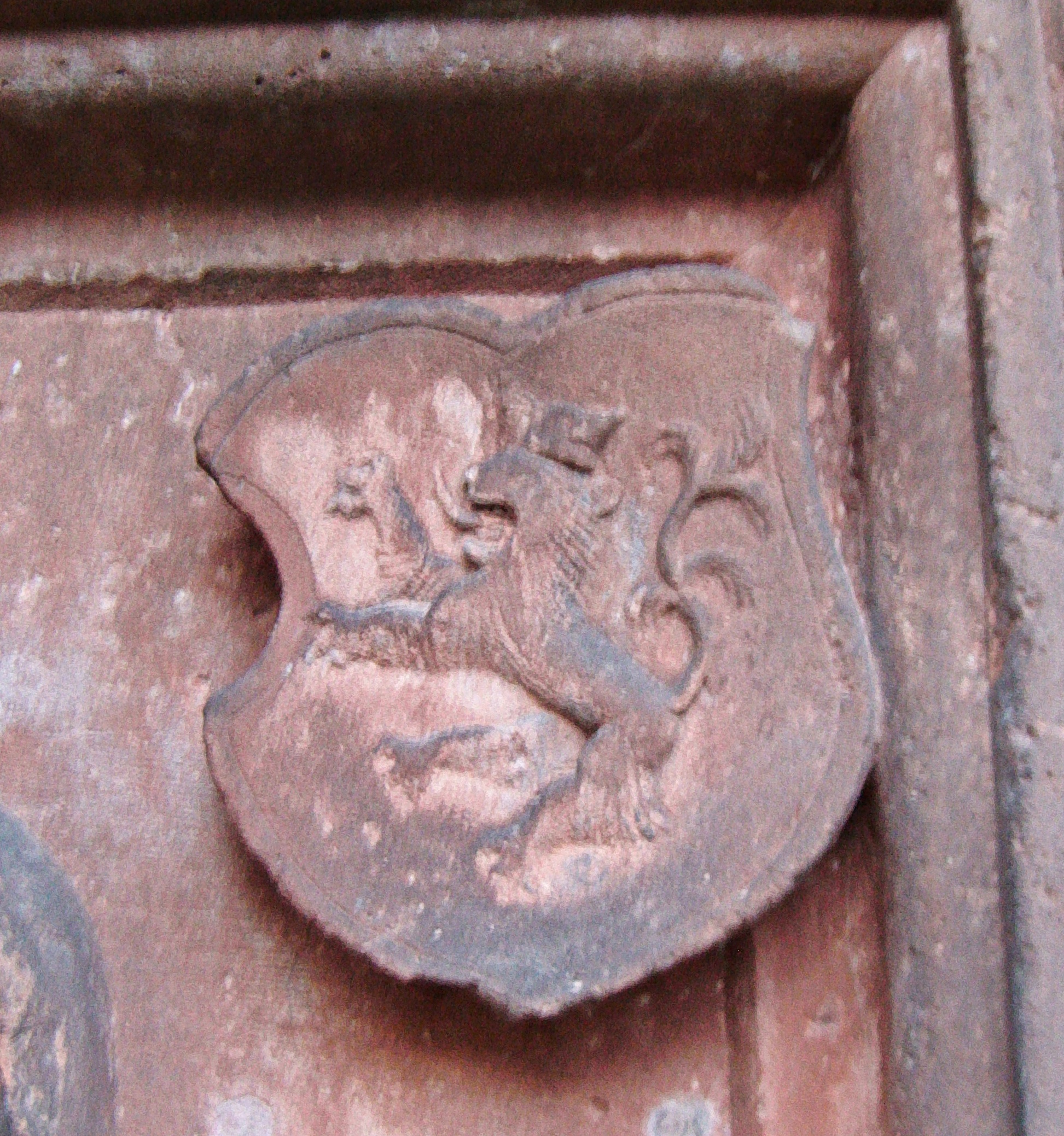
Wappen der Herren von Oberstein

Andreas von Oberstein (* um 1400; † 22. August 1450) war ein adeliger Domherr, Stiftspropst und Archidiakon im Bistum Speyer sowie im Bistum Worms.

## Herkunft und Familie
Er entstammte dem Uradelsgeschlecht der Herren von Oberstein und war der Sohn des Andreas von Oberstein († 1413), Begründer der Kredenburger Familienlinie zu Alsterweiler und seiner Gattin Schonetta Hurth von Schönecken. Sein Bruder Richard von Oberstein († 1487) amtierte als Mainzer Domdekan und Propst des Kollegiatstifts St. Peter und Alexander in Aschaffenburg. Johann von Oberstein, ein anderer Bruder, wurde kurpfälzischer Vogt des Oberamts Heidelberg und heiratete Anna von Helmstatt, die Nichte des Speyerer Bischofs Raban von Helmstatt.

## Leben und Wirken
Andreas von Oberstein immatrikulierte sich am 20. Dezember 1414 und nochmals im Januar 1419, als Kleriker des Erzbistums Mainz, an der Universität Heidelberg. Am 2. Dezember 1426 erscheint er erstmals urkundlich als Domkapitular zu Speyer, wo er bereits seit 1417 Domherr war. Mit Datum vom 30. Januar 1432 übertrug ihm Papst Eugen IV. das Amt des Propstes des St. Paulusstiftes in Worms, verbunden mit der Würde eines Archidiakons der Wormser Domkirche. Um 1438 erhielt Andreas von Oberstein die Priesterweihe, hatte ab 18. Juni des Jahres die Pastorie von Hoch-Weisel inne und übernahm 1439 die Propstei des Speyerer Allerheiligenstiftes mit dem dortigen Archidiakonat St. Trinitatis. 1440 entsandte ihn Bischof Reinhard von Helmstatt als seinen Vertreter zum Mainzer Provinzialkonzil in Aschaffenburg. Nach dem Tod des Speyerer Domdekans Nikolaus Burgmann erfolgte 1443 eine zwiespältige Wahl seines Nachfolgers; Andreas von Oberstein und Johann von Venningen waren die Kandidaten. Der als Vermittler angerufene Wormser Bischof Friedrich von Domneck entschied zugunsten des Kontrahenten Johann von Venningen, später als Johann V., Bischof von Basel.
Andreas von Oberstein starb im August 1450 und wurde im (nicht mehr existenten) Kreuzgang des Speyerer Domes beigesetzt.